# Евридика (дъщеря на Пелопс)
Вижте пояснителната страница за други значения на Евридика.
Евридика (на старогръцки: Εὐρυδίκη; Eurydice; Eurydike) в гръцката митология според Диодор е дъщеря на Пелопс, царят на Елида, синът на Тантал.
Тя се омъжва за Електрион, царят на Микена, синът на цар Персей и Андромеда. Майка е на една дъщеря, Алкмена, майката на митичния герой Херакъл. По други легенди съпругата на Електрион се казва Анаксо. По Хезиод съпругата на Електрион се казва Лизидика, дъщеря на Пелопс и Хиподамея.